# Alfred Grandidier
Alfred Grandidier  (20 de dezembro de 1836 –  perto de Paris, 13 de setembro de 1921) foi um naturalista e explorador francês, especialmente dedicado à exploração da ilha de Madagáscar.
O jovem Grandidier sonhava com a exploração do Tibete, disfarçado de monge budista. Porém, quando estudava o budismo em Ceilão contraiu malária. Durante a convalescença, visitou Madagáscar, e ficou tão interessado nos mistérios do interior da ilha, até então não explorados por europeus que decidiu dedicar-se a isso. Entre 1865 e 1870 Grandidier viajou quase sem paragens pelo interior da ilha, fazendo cuidadosos levantamentos e recolhendo e classificando espécimes de minerais, plantas e animais. Entre o seu grande contributo para o conhecimento da ilha, determinou com exactidão a posição de 26 grandes povoações através de observações astronómicas. Era frequentemente visto como feiticeiro devido às actividades científicas e por duas vezes conseguiu salvar a vida ameaçada pelos supersticiosos indígenas, persuadindo os chefes locais a tornarem-se seus irmãos de sangue. 
Explorou a região de Antananarivo, no interior, e cruzou de costa-a-costa várias vezes. Não deixou de explorar em pormenor as costas da ilha.
Quando, em 1870, Grandidier deixou Madagáscar para combater por França na Guerra Franco-Prussiana, tinha já recolhido uma enorme quantidade de dados que permitiram traçar o primeiro mapa da ilha.